# Schtschutschinsk
Schtschutschinsk (kasachisch und russisch Щучинск) ist eine Stadt in Kasachstan.

## Geschichte
Schtschutschinsk wurde 1850 als Siedlung Schtschutschje (посёлок Щучье) gegründet. 1939 bekam der Ort die Stadtrechte verliehen.

## Geographische Lage
Die Stadt liegt 75 km südöstlich der Stadt Kökschetau im Gebiet Aqmola am See Schtschutschje. Schtschutschinsk ist gleichzeitig Verwaltungssitz des Bezirkes Burabai.

## Bevölkerung
Die Stadt hat rund 47.000 Einwohner.
| Einwohnerentwicklung | Einwohnerentwicklung | Einwohnerentwicklung | Einwohnerentwicklung | Einwohnerentwicklung | Einwohnerentwicklung |
| 1959                 | 1970                 | 1979                 | 1989                 | 1999                 | 2009                 |
| -------------------- | -------------------- | -------------------- | -------------------- | -------------------- | -------------------- |
| 39.208               | 40.432               | 47.948               | 55.539               | 45.254               | 44.106               |

## Verkehr
Nahe Schtschutschinsk verläuft die Fernstraße A1, die in der kasachischen Hauptstadt Astana ihren Anfang hat und nach Norden zu Petropawl führt.

## Sport
In Schtschutschinsk befindet sich das 2018 eröffnete Nationale Skisportzentrum Kasachstans, das aus dem Lyzhnyy Tramplin Burabay mit einer Normalschanze HS 99 und einer Großschanze HS 140 sowie einem Biathlonstadion besteht. Die kasachischen Nationalmannschaften im Ski nordisch und Biathlon haben dort ihr Trainingszentrum.
In Schtschutschinsk fanden die Biathlon-Juniorenweltmeisterschaften 2023 statt.

## Partnerstädte
- Dschermuk, Armenien

## Söhne und Töchter der Stadt
- Wladimir Smirnow (* 1964), Skilangläufer
- Swetlana Kapanina (* 1968), Kunstflugpilotin
- Pawel Rjabinin (* 1971), Skilangläufer
- Sergei Abdukarow (* 1974), Biathlet
- Wladimir Borzow (* 1974), Skilangläufer
- Jerden Äbdirachmanow (* 1976), Biathlet
- Dmitri Jerjomenko (* 1980), Skilangläufer
- Anna Lebedewa (* 1981), Biathletin
- Nikolai Tschebotko (1982–2021), Skilangläufer
- Jewgeni Koschewoi (* 1984), Skilangläufer
- Jewgeni Safonow (* 1985), Skilangläufer
- Nikolai Braitschenko (* 1986), Biathlet
- Jewgeni Welitschko (* 1987), Skilangläufer
- Andrej Gridin (* 1988), Skilangläufer
- Alina Kolomijez, geborene Raikowa (* 1991), Biathletin
- Timur Chamitgatin (* 1993), Biathlet
- Anastassija Kondratjewa (* 1994), Biathletin
- Nadeschda Stepaschkina (* 1998), Skilangläuferin